# جيمس أندرسون (سياسي)
جيمس أندرسون هو سياسي كندي، ولد في 2 سبتمبر 1903، وتوفي في 18 أكتوبر 1983. انتخب member of the Legislative Assembly of Manitoba ‏ عن دائرة Fairford (electoral district) ‏ (23 ديسمبر 1948 – 1958).